# Ralph Foody
Ralph Wesley Foody (ur. 13 listopada 1928 w Chicago, zm. 21 listopada 1999 w Lexington) – amerykański aktor filmowy.

## Kariera
Ralph Foody na wielkim ekranie zadebiutował w 1965 roku w filmie Arthura Penna pt. Mickey One. Potem głównie grał w filmach sensacyjnych m.in. Blues Brothers (1980 – reż. John Landis), Kod milczenia (1985 – reż. Andrew Davis), Jak to się robi w Chicago (1986 – reż. John Irvin), Nico (1988 – reż. Andrew Davis), Zdradzeni (1988 – reż. Costa-Gavras), Przesyłka (1989 – reż. Andrew Davis), Pozytywka (1989 – reż. Costa-Gavras).
Jednak najbardziej znaną rolą Foody'ego jest rola w filmach Chrisa Columbusa pt. Kevin sam w domu (1990) i Kevin sam w Nowym Jorku (1992), gdzie grał gangstera Johnny’ego z filmów oglądanych przez głównego bohatera: Angels with Filthy Souls i Angels with Even Filthier Souls (parodie filmu Aniołowie o brudnych twarzach z 1938 roku).

## Śmierć
Ralph Foody zmarł na raka dnia 21 listopada 1999 roku w Lexington w stanie Kentucky w wieku 71 lat.

## Filmografia

### Filmy
- 1965: Mickey One jako kapitan policji
- 1980: Blues Brothers jako dyspozytor policji
- 1981: Chicago Story jako sierżant Hesper
- 1984: Utracona część Kathryn Beck
- 1984: Lady Blue jako Howe
- 1985: Kod milczenia jako Cragie
- 1986: Jak to się robi w Chicago jako kapitan
- 1986: Vice Versa jako portier
- 1988: Nico
- 1988: Zdradzeni jako Lyle
- 1989: Cold Justice jako Ernie
- 1989: Przesyłka jako kierownik budowy
- 1989: Pozytywka
- 1990: Kevin sam w domu jako gangster Johnny w TV
- 1991: Niesforna Zuzia jako włóczęga
- 1992: Prosto z mostu jako Desk Clerk
- 1992: Babe jako mieszkaniec Pittsburgha
- 1992: Kevin sam w Nowym Jorku jako gangster Johnny w TV

### Seriale
- 1984: Lady Blue jako kapitan Flynn
- 1990: Gabriel's Fire jako sprzedawca hot dogów